# Necrópole de Varna

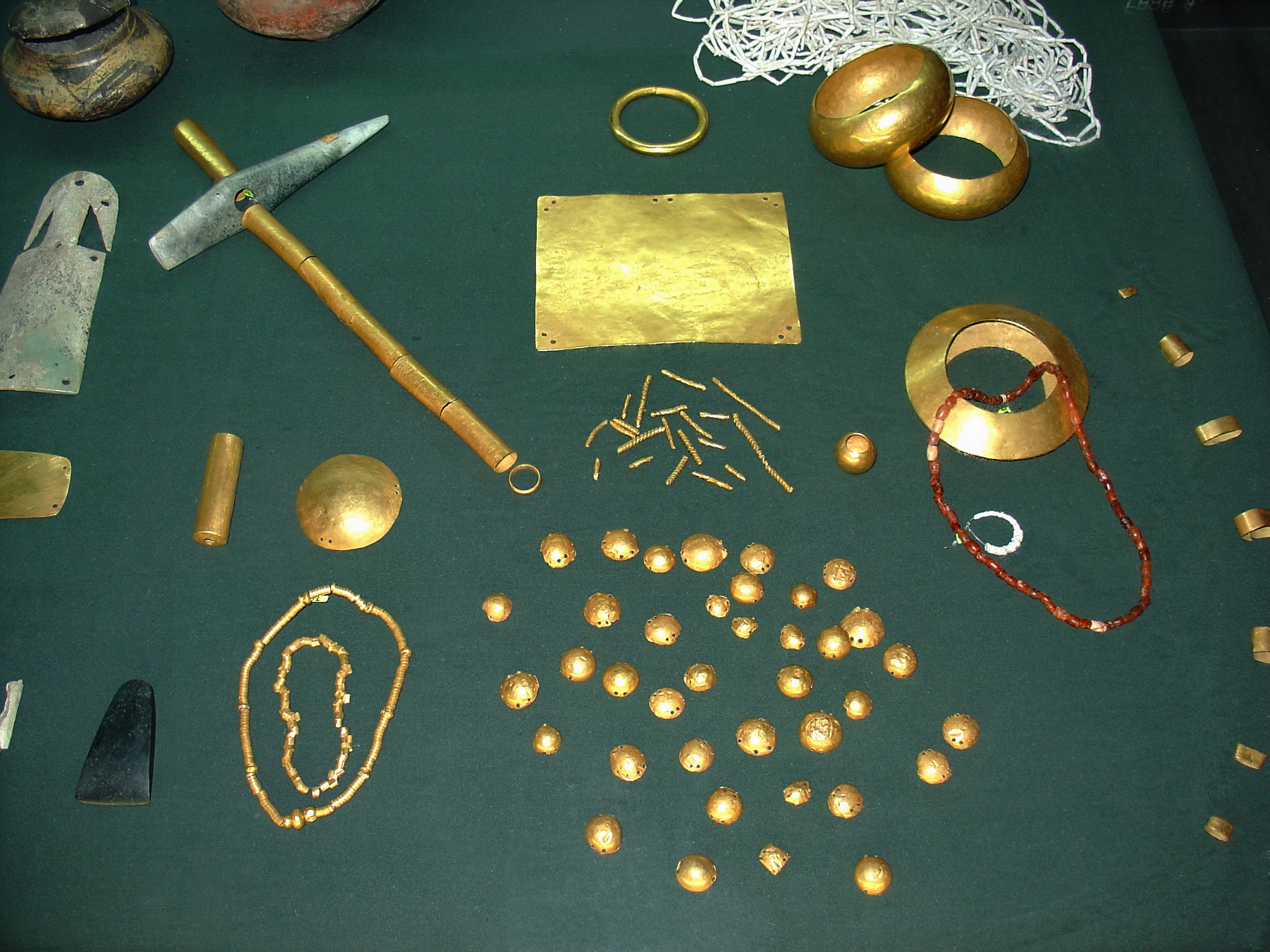
Alguns dos achados de ouro em Varna

A Necrópole de Varna (em búlgaro: Варненски некропол), ou Cemitério de Varna, é um sítio funerário na zona industrial ocidental de Varna (aproximadamente meio quilômetro do Lago Varna e 4 km do centro da cidade), considerado internacionalmente um dos principais sítios arqueológicos da pré-história mundial. O mais antigo tesouro de ouro e joias do mundo, datando de 4600 a.C. a 4200 a.C., foi descoberto no local. Várias descobertas pré-históricas búlgaras são consideradas igualmente antigas – os tesouros dourados de Hotnitsa, Durankulak, artefatos do assentamento Kurgan de Yunatsite perto de Pazardzhik, o tesouro dourado Sakar, bem como contas e joias de ouro encontradas no assentamento Kurgan de Provadia – Solnitsata ("poço de sal"). No entanto, o ouro de Varna é mais frequentemente chamado de o mais antigo, uma vez que este tesouro é o maior e mais diverso.

## Descoberta e escavação

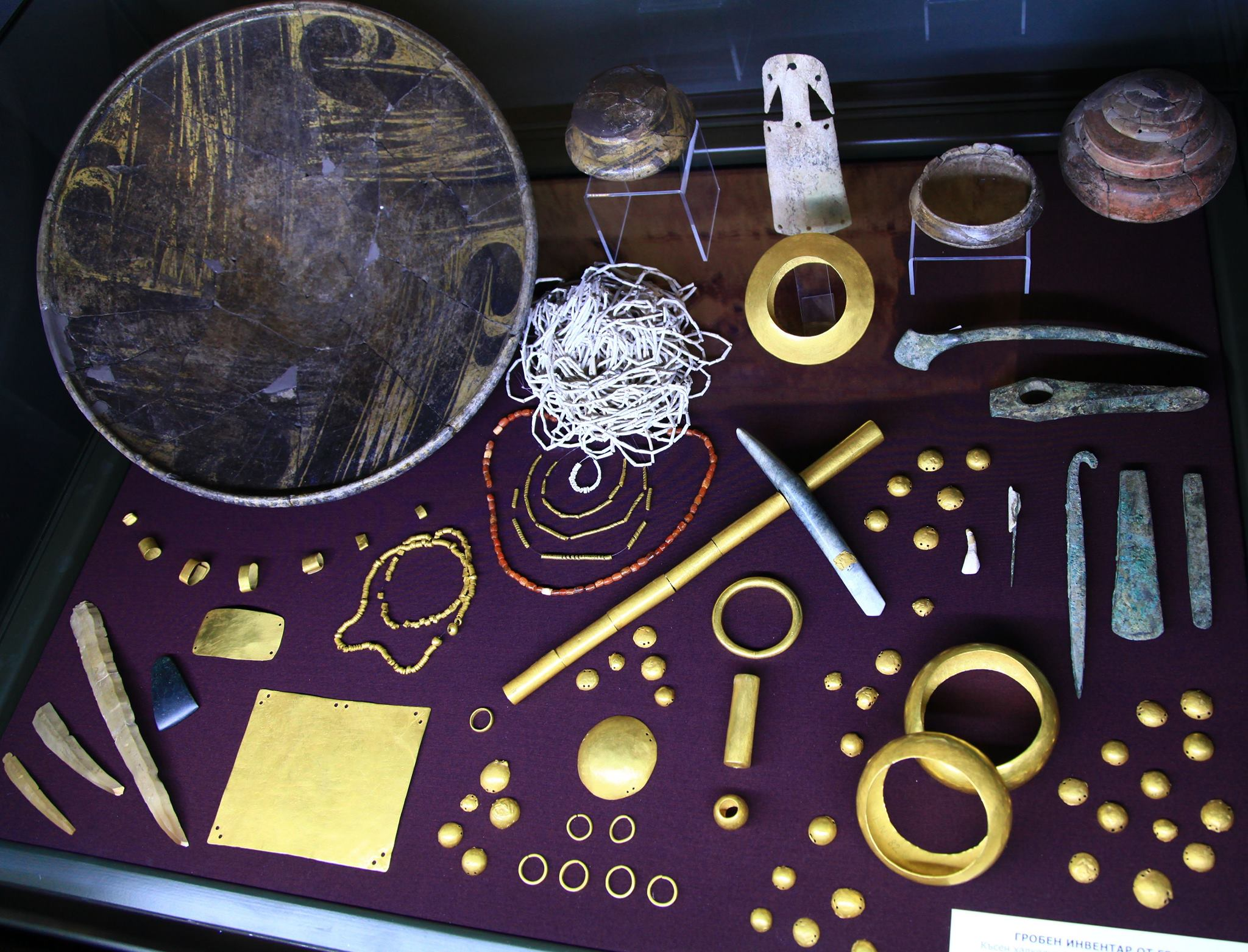
Necrópole de Varna, oferendas funerárias em exibição no Museu de Varna

O sítio foi descoberto acidentalmente em outubro de 1972 pelo operador de escavadeira Raycho Marinov. A primeira pessoa a valorizar o significado histórico importante foi Dimitar Zlatarski, o criador do Museu Histórico de Dalgopol, quando foi chamado pelos moradores locais para examinar o que haviam encontrado no início daquele dia. Ele percebeu quão importante era a descoberta, então contactou o Museu Histórico de Varna e, após assinar papéis governamentais, entregou a pesquisa à direção de Mihail Lazarov (1972–1976) e Ivan Ivanov (1972–1991). Cerca de 30% da área estimada da necrópole ainda não foi escavada.
Um total de 294 túmulos foi encontrado na necrópole, muitos contendo exemplos sofisticados de metalurgia (ouro e cobre), cerâmica (cerca de 600 peças, incluindo algumas pintadas com ouro), lâminas de sílex e obsidiana de alta qualidade, contas e conchas.

## Cronologia
Os túmulos foram datados de 4569–4340 a.C. por datação por radiocarbono em 2006 e pertencem à cultura Varna calcolítica, que é a variante local do KGKVI.

## Ritos funerários

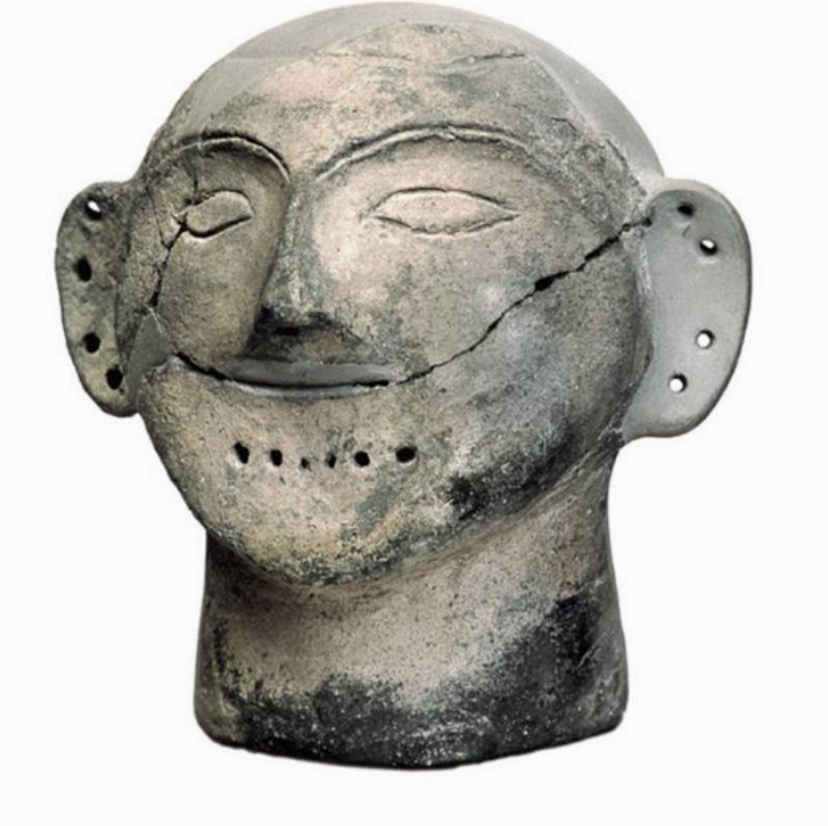
Cabeça antropomórfica de argila, período Calcolítico tardio, c. 4250 a.C., Cultura Hamangia, encontrada submersa no Lago Varna, Museu de Arqueologia de Varna

Há inumações agachadas e retas. Alguns túmulos não contêm esqueleto, mas presentes funerários (cenotáfios). Estes túmulos simbólicos (vazios) são os mais ricos em artefatos de ouro. Três mil artefatos de ouro foram encontrados, com um peso de aproximadamente seis quilogramas. O túmulo 43 continha mais ouro do que foi encontrado em todo o resto do mundo para aquela época. Foi inicialmente identificado como o túmulo de um príncipe, mas agora se pensa que seja de um ferreiro. Três túmulos simbólicos continham máscaras de argila não cozida.
Citação: "Varna é o cemitério mais antigo já encontrado onde humanos foram enterrados com ornamentos dourados abundantes. … O peso e o número de achados de ouro no cemitério de Varna excedem várias vezes o peso e número combinados de todos os artefatos de ouro encontrados em todos os sítios escavados do mesmo milênio, 5000-4000 a.C., de todo o mundo, incluindo a Mesopotâmia e o Egito. … Três túmulos continham objetos de ouro que juntos representaram mais da metade do peso total de todos os bens funerários de ouro produzidos pelo cemitério. Um cetro, símbolo de uma autoridade secular ou religiosa suprema, foi descoberto em cada um destes três túmulos." (Slavchev 2010)
As descobertas mostraram que a cultura de Varna tinha relações comerciais com terras distantes (possivelmente incluindo o baixo Volga e as Cíclades), talvez exportando bens de metal e sal da mina de sal-gema Provadiya — Solnitsata. O minério de cobre usado nos artefatos originou-se de uma mina de Sredna Gora perto de Stara Zagora, e conchas mediterrâneas Spondylus encontradas nos túmulos podem ter servido como moeda primitiva.
A cultura tinha crenças religiosas sofisticadas sobre a vida após a morte e havia desenvolvido diferenças hierárquicas de status. O sítio oferece a mais antiga evidência conhecida de sepultamento de um homem da elite. (Marija Gimbutas afirma que o final do quinto milênio a.C. é o tempo em que o desenvolvimento para o domínio masculino começou na Europa.) O homem de alto status enterrado com a quantidade mais notável de ouro segurava um machado de guerra ou maça e usava uma bainha peniana de ouro ou provavelmente uma ponta de cinturão feita de ouro. Placas de ouro em forma de touro também podem ter venerado a virilidade, força instintiva e guerra. Gimbutas sustenta que os artefatos foram feitos principalmente por artesãos locais.

## Impacto histórico

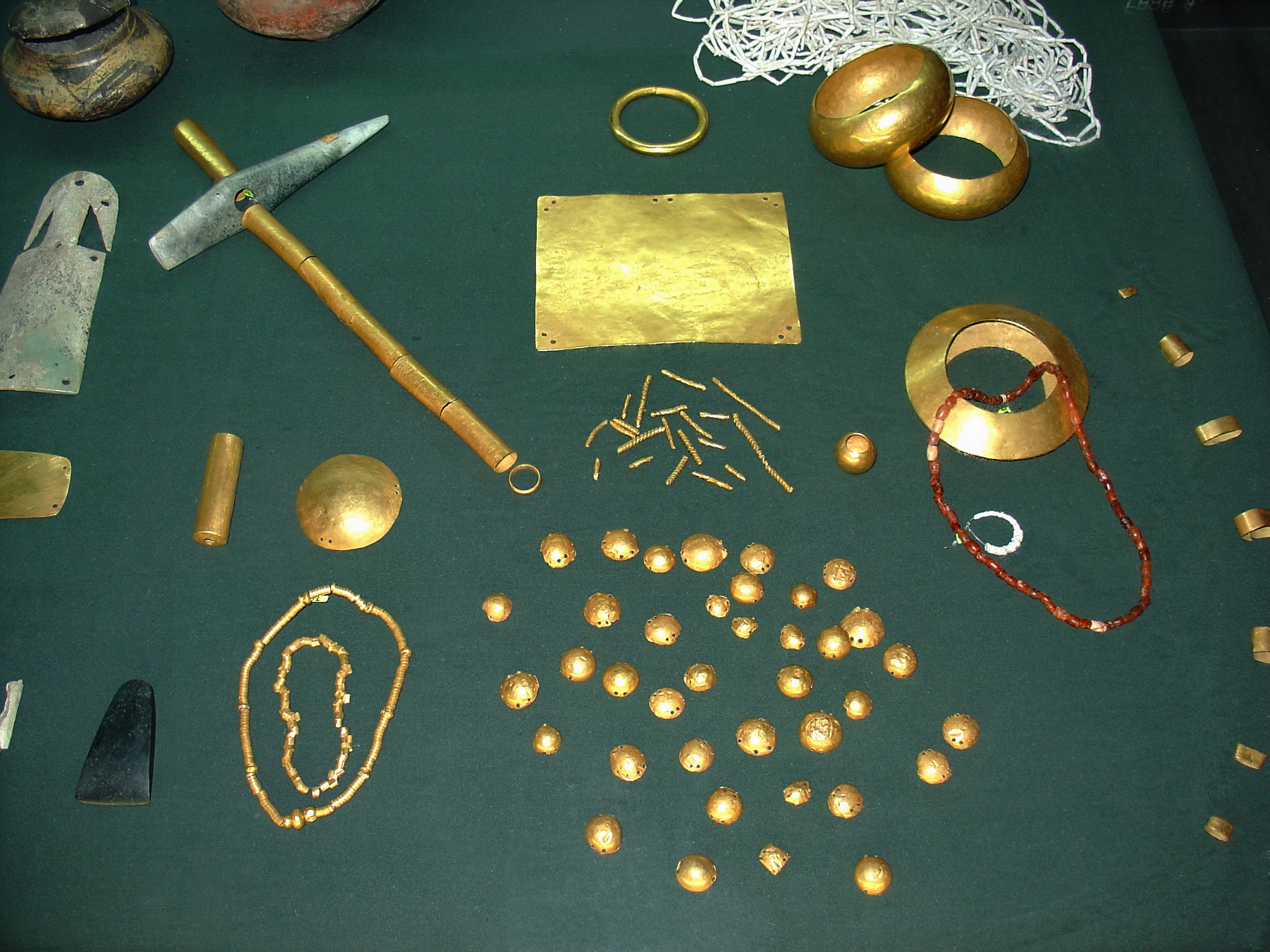
Objetos dourados encontrados na necrópole

Gimbutas (1991) afirmou: "A descontinuidade das culturas de Varna, Karanovo, Vinča e Lengyel em seus territórios principais e os deslocamentos populacionais em grande escala para o norte e noroeste são evidência indireta de uma catástrofe de tais proporções que não pode ser explicada por possível mudança climática, exaustão da terra ou epidemias (para as quais não há evidência na segunda metade do 5º milênio a.C.). Evidência direta da incursão de guerreiros montados a cavalo é encontrada, não apenas em sepultamentos únicos de homens sob túmulos, mas no surgimento de todo um complexo de traços culturais Kurgan."
Segundo J. Chapman, "Era uma vez, não muito tempo atrás, era amplamente aceito que nômades das estepes da zona Pôntica Norte invadiram os Bálcãs, pondo fim à sociedade da Idade do Cobre Clímax que produziu o apogeu da vida em tell, metalurgia de cobre autônoma e, como o grande clímax, o cemitério de Varna com seu impressionante trabalho em ouro inicial. Agora a situação está muito invertida e é o complexo de Varna e suas comunidades associadas que são considerados responsáveis por estimular o início da prática mortuária das estepes dominada por bens de prestígio após a expansão da agricultura".

Entre os artefatos metálicos (ouro e cobre) e não metálicos (minerais, rochas, cerâmica, pigmentos, biofatos) nos túmulos do sítio calcolítico de Varna estão numerosas contas de uma composição de calcedônia (cornalina) e ágata. Três tipos morfológicos principais de contas são descritos: tipo 1 – alongadas em forma de barril; tipo 2 – alongadas com facetas trapezoidais; tipo 3 – cilíndricas curtas. As contas de cornalina e relacionadas do tipo 2 têm um número "constante" de 32 facetas – 16+16 em ambos os lados no alongamento da conta, que é considerado provavelmente o mais antigo facetamento complexo calcolítico em um mineral tão duro (dureza da calcedônia é 6,5–7 na escala de Mohs). No buraco de uma única conta de cornalina foi encontrado um mini-cilindro de ouro (~2x2 mm). Os artefatos de ouro da necrópole calcolítica de Varna são presumidos como sendo o "ouro mais antigo da humanidade" de acordo com seu volume e quantidade total. A análise do peso medido dos diferentes tipos de artefatos de ouro (contas, aplicações, anéis, pulseiras, peitorais e diademas) revelou um sistema de peso com pelo menos duas unidades de peso mínimas de ~0,14 e ~0,40 g entre contas minerais e de ouro. A segunda (=2 quilates) foi sugerida como uma "unidade calcolítica" básica com o nome van (das primeiras letras da necrópole de Varna).

## Exposições em museus
Os artefatos podem ser vistos no Museu Arqueológico de Varna e no Museu Nacional de História em Sófia. Em 2006, alguns objetos de ouro foram incluídos em uma grande e amplamente divulgada exposição nacional de tesouros de ouro antigos tanto em Sófia quanto em Varna.
O ouro de Varna começou a percorrer o mundo em 1973; foi incluído na exposição nacional "O Ouro do Cavaleiro Trácio", mostrada em muitos dos principais museus e locais de exposição do mundo nos anos 1970. Em 1982, foi exibido por 7 meses no Japão como "O Ouro Mais Antigo do Mundo – A Primeira Civilização Europeia" com publicidade massiva, incluindo dois documentários televisivos de longa-metragem. Nos anos 1980 e 1990 também foi mostrado no Canadá, Alemanha, França, Itália e Israel, entre outros, e foi destaque em uma história de capa da National Geographic Magazine.
Os artefatos da necrópole de Varna foram mostrados pela primeira vez nos Estados Unidos em 1998 e 1999 como parte de uma grande exposição arqueológica búlgara, Riquezas dos Trácios: Tesouros da Bulgária. Em 2009–2010, vários artefatos foram mostrados no Instituto para o Estudo do Mundo Antigo da Universidade de Nova York em uma exposição conjunta búlgaro-romeno-moldava intitulada O Mundo Perdido da Velha Europa: O Vale do Danúbio, 5000–3500 a.C.